# George Kerr
George Ezekiel Kerr (Maryland, 16 ottobre 1937 – Kingston, 15 giugno 2012) è stato un velocista e mezzofondista giamaicano, specializzato nei 400 e negli 800 metri piani.
Partecipò a numerose competizioni internazionali con notevoli risultati.

## Palmarès
| Anno                     | Manifestazione                                   | Sede                     | Evento                   | Risultato                | Prestazione              | Note                     |
| Per le Indie Occidentali | Per le Indie Occidentali                         | Per le Indie Occidentali | Per le Indie Occidentali | Per le Indie Occidentali | Per le Indie Occidentali | Per le Indie Occidentali |
| ------------------------ | ------------------------------------------------ | ------------------------ | ------------------------ | ------------------------ | ------------------------ | ------------------------ |
| 1960                     | Giochi olimpici                                  | Roma                     | 800 metri                | Bronzo                   | 1'47"25                  |                          |
| 1960                     | Giochi olimpici                                  | Roma                     | Staffetta 4×400 metri    | Bronzo                   | 3'04"13                  |                          |
| Per la Giamaica          |                                                  |                          |                          |                          |                          |                          |
| 1956                     | Giochi olimpici                                  | Melbourne                | 400 metri piani          | elim. qualif.            | 47"79                    |                          |
| 1956                     | Giochi olimpici                                  | Melbourne                | Staffetta 4×400 metri    | dq                       | dq                       |                          |
| 1959                     | Giochi panamericani                              | Chicago                  | 400 metri piani          | Oro                      | 46"1                     |                          |
| 1959                     | Giochi panamericani                              | Chicago                  | Staffetta 4×400 metri    | Oro                      | 3'05"3                   |                          |
| 1962                     | Giochi dell'Impero e del Commonwealth Britannico | Perth                    | 440 iarde                | Oro                      | 46"74                    |                          |
| 1962                     | Giochi dell'Impero e del Commonwealth Britannico | Perth                    | 880 iarde                | Argento                  | 1'47"90                  |                          |
| 1962                     | Giochi centramericani e caraibici                | Kingston                 | 400 metri piani          | Oro                      | 45"9                     |                          |
| 1962                     | Giochi centramericani e caraibici                | Kingston                 | 800 metri                | Oro                      | 1'51"0                   |                          |
| 1962                     | Giochi centramericani e caraibici                | Kingston                 | Staffetta 4×400 metri    | Oro                      | 3'11"6                   |                          |
| 1964                     | Giochi olimpici                                  | Tokyo                    | 800 metri                | 4º                       | 1'45"9                   |                          |
| 1964                     | Giochi olimpici                                  | Tokyo                    | Staffetta 4×400 metri    | 4º                       | 3'02"3                   |                          |
| 1966                     | Giochi dell'Impero e del Commonwealth Britannico | Perth                    | 880 iarde                | Bronzo                   | 1'47"2                   |                          |